# Langhaarcollie
Der Langhaarcollie (en. Collie Rough oder  Rough Collie) ist eine von der FCI anerkannte britische Hunderasse (FCI-Gruppe 1, Sektion 1, Standard Nr. 156).

## Beschreibung
Der Langhaarcollie wird heute in zwei Varianten gezüchtet: im britischen und im amerikanischen Typ. Beide werden in Arbeits- und Showlinien gezüchtet, die sich nicht nur äußerlich, sondern auch in ihrem Verhalten unterscheiden.

### Farbschläge
Den Collie gibt es weltweit in drei Farbschlägen: zobel-weiß (sable-white), tricolor (überwiegend schwarz-weiß mit tan) und blue-merle.
Die sable-Variante variiert zwischen einem hellen Goldton und einem tiefdunklen Mahagoni, deshalb spricht man auch vom dark-sable. Eine Sonderform ist der weiße Collie, der bisher nur im amerikanischen Standard anerkannt wird.
Der Blue-Merle ist ein graumelierter Collie, also ein Tricolor-Collie mit einer Aufhellung, die durch das Merle-Gen bewirkt wird. Das Merle-Allel darf nur von einem Elterntier vererbt werden, da es sonst zu Schädigungen an Augen und im Innenohr kommt (Taubheit und Blindheit). Da das Merle-Gen in zobelfarbenen Collies im erwachsenen Zustand häufig nicht mehr erkennbar ist, besteht bei Sable-Merle-Collies immer die Gefahr, dass versehentlich zwei Elterntiere mit Merle-Gen verpaart werden. Deshalb ist die Sable-Merle-Farbe im Club für Britische Hütehunde (VDH) verboten.
Der schwarze Collie, der über fast keine Abzeichen verfügte, bei dem jedoch ein schmaler weißer Kragen, weiße Beine und eine weiße Rutenspitze erwünscht waren, ist heute in keinem Standard mehr beschrieben und wird seit Jahrzehnten nicht mehr gezüchtet oder ausgestellt. Ursprünglich war er aber beim amerikanischen Standard erlaubt.
Der weiße Collie hat den typisch gezeichneten Colliekopf mit sable, tricolor, blue-merle oder sable-merle Kopf und wird erst hinter der typischen Halskrause überwiegend weiß. Flecken sind dabei durchaus möglich, idealerweise beträgt der Weißanteil 80 %.
Neuere Studien lassen vermuten, dass weiße Collies mit sehr ausgiebigen Abzeichen und heterozygoten Merle-Faktor auch ein höheres Risiko zu gesundheitlicher Beeinträchtigung haben.
Die züchterischen Problemzonen des Collies liegen in einer ungenügenden Größe, einem zu engen Kiefer und in einer X-Beinigen Stellung der Hinterbeine.

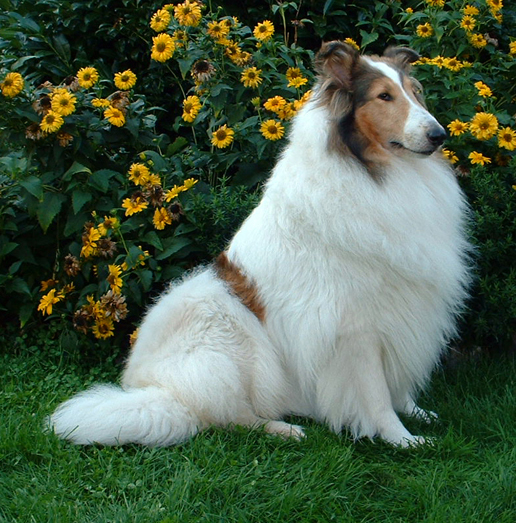
Weiß
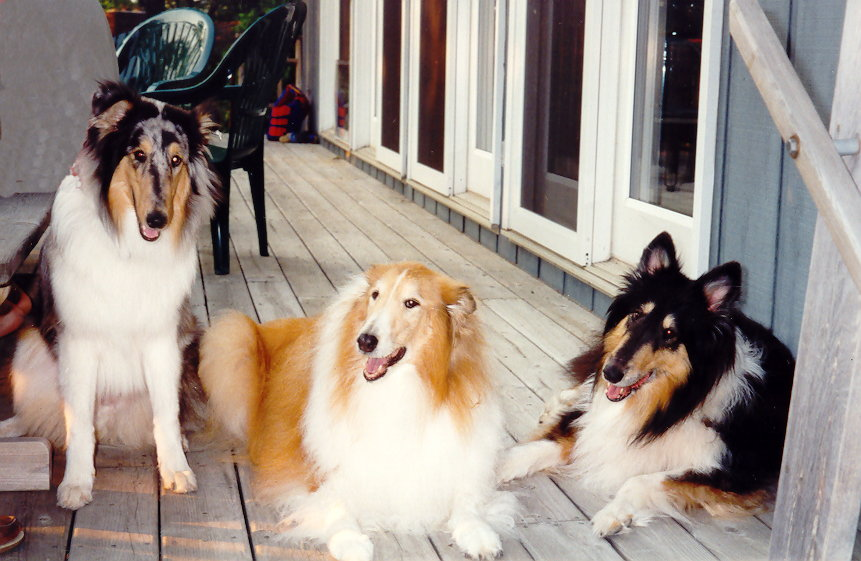
Blue-merle, zobelfarben-weiß und tricolour (v. l. n. r.)
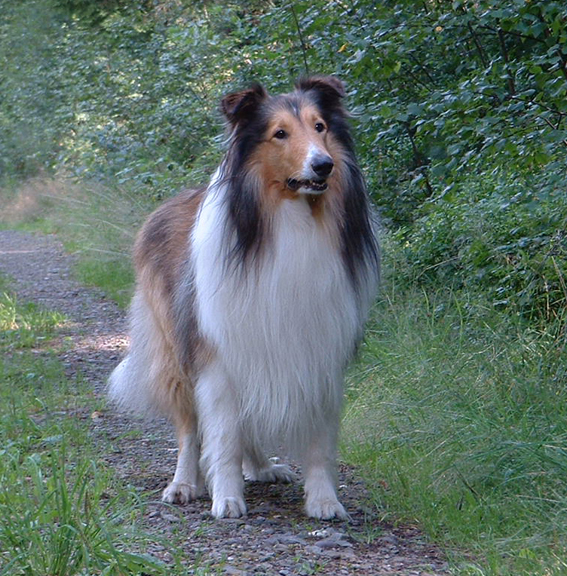
Sable White
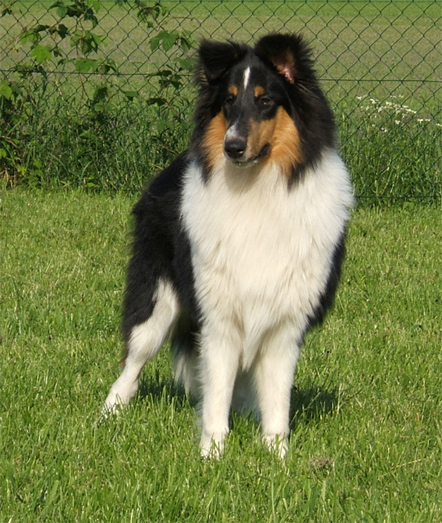
Tricolor

### Britischer Typ
Der Langhaarcollie vom britischen Typ ist ein eleganter bis 61 cm großer Begleithund und hat ein etwas durchmischtes Ober- bzw. Unterfell, wodurch das Fell mehr aufplüscht. Sein eleganter Gang wirkt adlig. Der Hund hat dichtes Fell mit seidig weicher Unterwolle.

### Amerikanische Variante
Mit der Verbreitung vom Collie in den USA wurde dort ein eigener Collieclub gegründet, der neben anderen Abweichungen auch den weißen und schwarzen Collie anerkannte. Der Collie nach AKC-Standard ist 24 bis 26 Zoll (61–66 cm) groß und wird bis zu 65 Pfund (34 kg) schwer. Er hat eine etwas andere Gesichtsform mit kräftigerem Kopf und größeren Augen, der ganze Körperbau ist substanzvoller. Man kann das glatte Deckhaar und die Unterwolle deutlich unterscheiden, auch ist die Unterwolle weniger üppig und neigt daher nicht so sehr zur Verfilzung. Der amerikanische Standard erlaubt weitere Farbschläge, die im britischen KC Standard nicht erlaubt sind. Auch in anderen Punkten unterscheidet sich der AKC-Standard von den Standards der KC und damit des FCI.

### Schottischer Schäferhund im Ostblock
Europa jenseits des Eisernen Vorhangs war für Tiere eine Art genetische Refugium. Ein Austausch mit westlichen Züchtern fand kaum statt. Man legte mehr Wert auf Nützlichkeit. Wie beim deutschen Schäferhund, war auch der Collie des Ostens ganz anders. Zwar waren alle Ostblockländer Mitglieder der FCI, züchteten aber auf dem Stand von 1945 isoliert den Nachkriegstyp weiter. Der Collie wurde hier als Schottischer Schäferhund geführt und ab den 1980er Jahren den Dienst- und Gebrauchshunden zugeordnet, d. h. er musste nun die Schutzhundeprüfung ablegen. Legendär wurde Andy vom Königshof, der alle Schäferhunde schlug und von 1985 bis 1988 DDR Champion der Schutzhunde war. Er wurde 1990 als PRD/CEA und HD frei bestätigt.
Der Ostblock-Collie entstammte der Arbeitslinie, war etwas größer als der britische Typ, hatte das Haarkleid des Amerikaners und den Kopf des Briten, zugelassen waren nur die britischen Farbschläge zobel-weiß, tricolor und blue-merle.

## Genetische Erkenntnisse
Genetisch zeigen sich die Vorfahren des Langhaar-Collie als alte Vertreter der britischen Hütehunde, wobei ihm das schwere Gelände der westlichen und zentralen Highlands wohl vor äußeren Einflüssen geschützt hat. Langhaarige Collies bilden den äußersten Punkt der (Collie-Klade), was sie zu den am längsten gezüchteten Collies macht. Ihre Vorfahren könnten kontinentale Hütehunde sein, die während der Bronzezeit auf die britische Insel gelangten. Dies legt eine 2020 veröffentlichte Studie von Bergström nahe, die durch archäologische Funde bestätigt wurde.
Die ältesten Beschreibungen lassen ursprünglich auch lohfarbene und schwarze Hochland Collies zu.
Inzwischen werden eine ganze Reihe Hunderassen genetisch zur sogenannten Collie-Klade gezählt, sein engster Verwandter ist der Sheltie, in dem eventuell norwegische Wikingerhunde eingekreuzt wurden, was die Existenz eines Collieartigen Hundes bis ins 9. Jahrhundert datieren könnte. Eng verwandt ist neben dem Border Collie auch der häufig rutenlose Old English Sheepdog auch Bobtail genannt, der historisch als Drover Dog oder normannisch Cur bezeichnet wurde und für die Metzger/Händler das Vieh von den Farmen und Märkten abholte. Beliebt war bei den Viehtreibern die Einkreuzung des Scottish Sheepdog (Highland Collie) was Youatt in seinem Buch The Dogs berichtet. Der Bearded Collie dürfte ebenfalls eher von Metzgerhunden abstammen, die jedoch mit dem Border Collie veredelt wurden und eher auf dem schottischen Tryst in Falkirk heimisch waren. Tryst ist eine Marktmesse, vor allem eine wiederkehrende, die auf einem Zeitplan gehalten wurde, wo der Verkauf von Nutztieren stattfand. Explizit wird auch ein english sheepdog erwähnt, der wohl dem Welsh Collie am nächsten kommt und vermutlich mehr Weiß in die Collieklade brachte.
Als Smithfield Collies, benannt nach dem Londoner Smithfield Market, tauchten bunt gemischte britische Hütehunde im frühen 19. Jhd. zunehmend auch in den englischen Kolonien auf.
Hierzu sei erwähnt, das im England des 18. Jhd. zur Eindämmung der Wilderei eine Steuer auf Jagdhunde erhoben wurde, nur Hütehunde waren davon befreit. Dieses Gesetz definierte sie als Hunde mit Stummelrute (engl. Stumpy Tail) bzw. ohne Rute (bob-tailed), was dazu führte, dass sich dieses Gen unter den Hütehunden stark verbreitete und auch in andere Rassen eingekreuzt wurde um Steuern zu sparen einfache war auch das kupieren.
Eine genetische Nähe zum schottischen Gordon Setter bzw. Irish Setter ist ebenfalls durch gPRA-Studien nachgewiesen. In Schottland nannte man diese Jagdhund-Hütehund-Kreuzungen gelegentlich MacNap. Gemeint war damit ein vielseitiger Hund, der sowohl Fische (Lachs), Vögel (Moorhuhn, Fasan) als auch Hasen jagen konnte und die Obrigkeit als Hütehund neppte, um keine Steuern zu zahlen.
Merle Collies tauchen zuerst bei den romantischen Malern auf und wurden dann durch züchterische Förderung üblich. Es ist zu vermuten, dass ursprünglich ein importierter weißer Hund unter den Vorfahren war, der eine sprunghafte Insertation des Merle-Basenpaars in Chromosom 10 auslöste. Der erste durch Foto belegte Merle Collie war 1878 Tweed von James Thomson der eine Hütehund-Wettbewerb gewann. Problematisch ist eine Paarung zweier Merle-Träger, die als Qualzucht gilt, da Nachkommen vielfach unter Blindheit und/oder Taubheit leiden. Auch das Harlekin-Merle hat bereits das Potential dafür. Problematisch ist auch ein hoher Weißanteil am Kopf. Hundeclubs gestatten keine Paarung von Merle-Collies. Unter anderen Rassen der Collieklade kann auch ein Zobel-Merle vorkommen.
Für weiße Rough Collies, wie sie der amerikanische Standard erlaubt, gibt es dagegen keinen Beleg in England oder Schottland; obwohl gelegentlich behauptet wird das Old Cockie einen Weißfaktor gehabt haben soll.
Zudem gilt der Collie als Urvererber des MDR1-Gendefekts, der ebenfalls bei mehr als 30 Rassen auftauchte und seitdem massiv bekämpft wird. Eine erhöhte Empfindlichkeit gegen Medikamente und Zeckenmittel weisen auch britische Windhundrassen auf, wobei nicht klar ist ob ein Zusammenhang besteht.
Die frühe Form der gPRA ist bei zahlreichen Hunderassen verbreitet und wurde 1909 erstmals bei einem Gordon Setter aus Norwegen entdeckt. Neben der gesamten Collie-Klade (Wolf et al. 1978, Petersen-Jones et al. 1999) sind weitere Rassen davon betroffen, u. a. der Irish Setter (Aguirre 1978), Norwegischer Elchhund (Acland und Aguirre 1987), der Zwergschnauzer (Zhang et al. 1999) und Rauhaar-Teckel (Ropstad et al. 2007), der Sloughi (Dekomien et al. 2000) und der Pit Bull Terrier (Kijas et al. 2004).
Auch die CEA (Collie-Eye-Anomalie) oder auch Choroidale Hypoplasie (CH) ist innerhalb der Collie-Klade wie auch beim Nova Scotia Duck Tolling Retriever, Silken Windhound, Silken Windsprite (Langhaar-Whippet) Lancashire Heeler, Boykin und Japanischem Hokkaido nachgewiesen.
Der Collie ist seit dem 19. Jahrhundert eine der einflussreichsten Rassen Großbritanniens, die heutige bekanntheit weltweit beruht auch auf den sehr bekannten Lad Büchern von Albert Payson Terhune und der vielfachen Verfilmung von Lassie’s Abenteuer.

### Rassespezifische Erkrankungen
Seit Anfang der 1980er Jahre ist bekannt, dass Collies auf bestimmte Medikamente empfindlich reagieren. Dies kann zum Tod der betroffenen Hunde führen. In Anlehnung an eines der für den Collie möglicherweise todbringenden Medikamente wurde damals der Begriff „Ivermectinempfindlicher Collie“ geprägt. Beschrieben wurden Reaktionen von Bewegungsstörungen, Erbrechen und Koma bis hin zum Tod. Dabei fiel aber auch auf, dass andere Tiere derselben Rasse keinerlei Beeinträchtigungen zeigten. Im äußeren Erscheinungsbild konnten keine Unterschiede zwischen gefährdeten und ungefährdeten Tieren festgestellt werden.
Molekulargenetische Forschungen zeigten später, dass der MDR1-Defekt Ursache dieser Empfindlichkeit ist, die sich nicht nur auf Ivermectin beschränkt. Auch für andere Hunde oder Menschen harmlose Wirkstoffe können die beschriebenen Nebenwirkungen hervorrufen. Von allen Hunderassen, bei denen dieser Defekt auftaucht, sind die Collies am stärksten betroffen: 76 % der getesteten Hunde besaßen mindestens ein defektes Allel. Ein Gentest ist verfügbar.
Collies zeigen darüber hinaus ein gehäuftes Auftreten der Dermatomyositis, einer genetisch bedingten Haut-Muskel-Erkrankung bei Junghunden. Die Collie Eye Anomaly ist nach ihrem Vorkommen bei der Rasse benannt.
Die gute Arbeit der Rassehundvereine, die umfangreiche Tests zur Voraussetzung für die Zuchtzulassung machten, hat sich inzwischen ausgezahlt, die Zahl genetisch freier Hunde nimmt zu. Da aber in der Zucht oft noch Schönheit und Preise bei Hundeschauen vor genetischer Vielfalt und Gesundheit priorisiert werden, kommen diese Gendefekte weiterhin in der Rasse vor.

## Herkunft

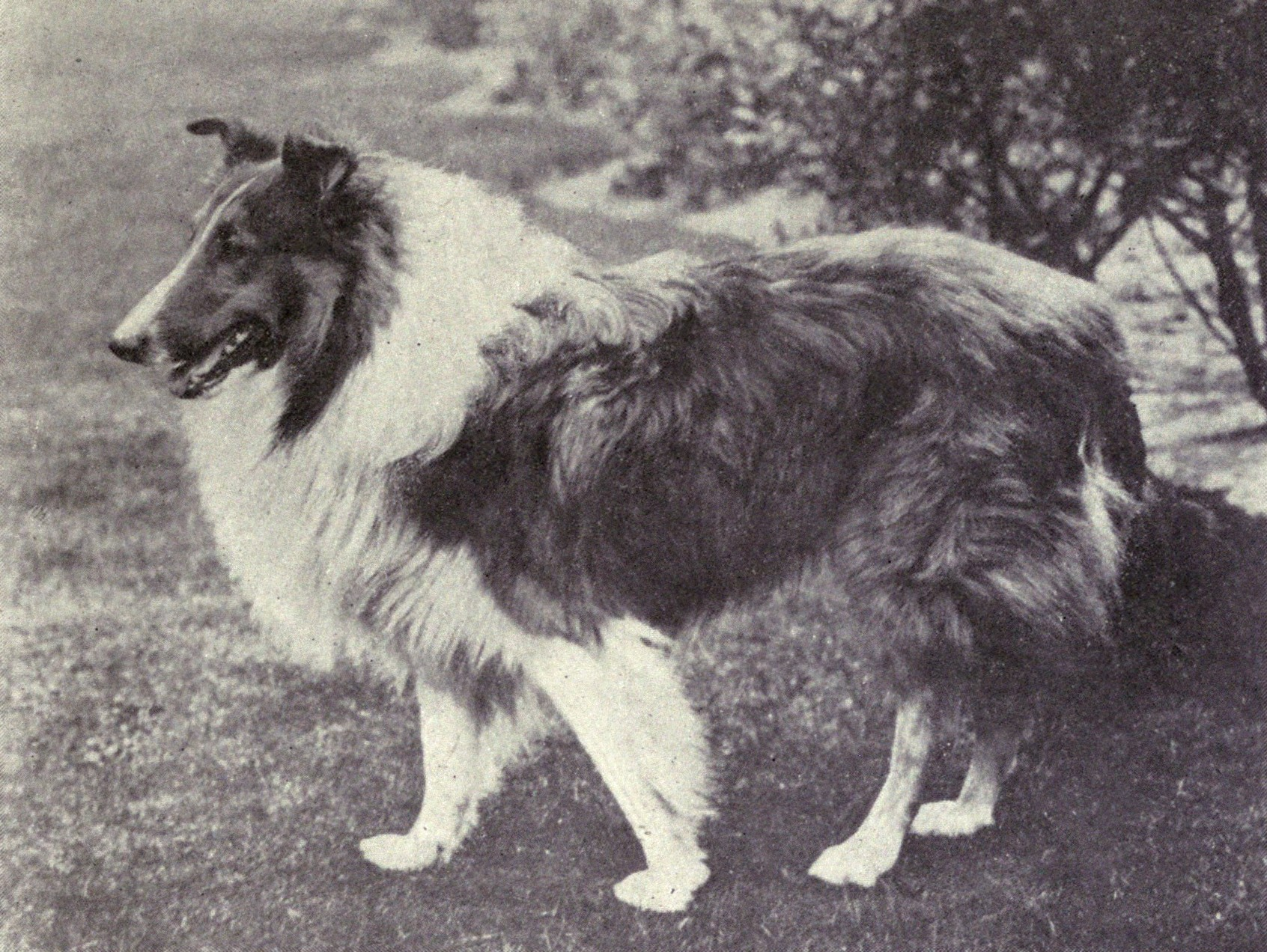
Collie im Jahre 1915

Der Rough Collie stammt aus den westlichen Highlands wie auch die Hochlandrinder, einem recht unzugänglich und gering besiedeltem Gebiet mit zahlreichen Hochmooren. Diese seit Jahrhunderten von den Highlandclans gezüchteten Hunde sind der Anfang einer ganzen Familie von Hütehunden, die man als Collie-Klade bezeichnen kann.

### Vorgeschichte der Collie-Klade
Schon in der Bronzezeit gab es, abstammungsbedingt vom Wolf, ähnlich große Hunde in ganz Nordeuropa, wie u. a. der Hund vom Tumulus in New Grange und die Hunde der Kirschbaumhöhle belegen, lange vor den Kelten. Sicher trugen sie ihren Teil zu den Hunden der Britischen Inseln bei. Um das Jahr 800 herum kamen die ersten Wikinger aus dem heutigen Norwegen, nahmen nach und nach die Shetlands und Orkney ein, weiter auch die Hebriden und Caithness und Sutherland in den nördlichen Highlands. Sie brachten primitive Nordland-Pferde, Spaelsau-Schafe und auch Hunde mit. Mit Skye, Mull und Islay waren sie bald auch im Westen aktiv und verschmolzen mit den gälischen Clans. Schließlich nahmen dänische Wikinger mit Dublin und dem Königreich Jorvik großen Einfluss auf die britischen Inseln, was auch mit zahlreichen Schlachten in Northumbria verbunden war.
Wir wissen durch archäologische Funde auch, dass es spätestens ab dem 8. Jh. Greyhound-verwandte Windhunde beim Adel der Goten, Franken, Schotten, Iren und Angelsachsen, Wikingern und osteuropäischen Slawen (z. B. Chotěbuz) sowie den Rus und den skandinavischen Grönländern gab, die genetisch der Collieklade nahestehen. Dies zeigt sich auch daran, dass Highland Collies wie auch Greyhounds nasenorientiert und auf Sicht arbeiten können. Auch die schlanke Figur und die geringe Neigung zu Übergewicht sprechen dafür.
Mit der Eroberung Englands durch William den Eroberer kamen 1066 Normannen ins Land und verwüsteten 1069 den Norden, dies ging als The Harrying of the North, die Plünderung des Nordens, in die Geschichte ein. Der neu eingesetzte normannische Adel baute nach 1082 den komplett vernichteten Viehbestand der Lowlands und Northumbria wieder auf und holte sich neue Schafe samt Hunden, die wohl vorwiegend aus Südengland und Wales stammten. So machten sie die Lowlands, die Pennines, Cumbria und Northumbria zum typischen Schafgebiet, während die Highlands vom Krieg verschont blieben und weiterhin vorwiegend Rinder hielten.

### Vereinigtes Königreich
1587 verabschiedete man in England ein Gesetz „zur Beruhigung und Gehorsamserhaltung der unordentlichen Untertanen der Borders, Highlands und Inseln“. Dem Gesetz war eine Clanliste beigefügt, die sowohl die Borders als auch die Highlands umfasste. Anhand dieser lassen sich verschiedene frühe Züchter den einzelnen Clans und Regionen zuordnen, was Licht in die frühe Zuchtgeschichte bringt. So finden sich unter den GrenzClans des Borderlands die Telfers, Johnsons (alias Johnstone), Elliots und Rutherfords.
1606 begann man mit der Plantation of Ulster, bei der zahlreiche gälisch sprechende Schotten gezielt auf den Ländereien enteigneter irischer Adliger angesiedelt wurden, was zu Konflikten zwischen Iren und Schotten führte, die England nutzte, um den irischen Widerstand zu brechen. Nur wenig später bezwangen sie auch die schottische Monarchie.
Mit der Vereinigung der Königreiche Schottland und England 1707 stieg der Bedarf an Fleisch, und schon bald durchzog ein Wegenetz ganz Schottland, auf dem Highland-Rinder zum Tryst (dt. Viehmarkt) der Lowlands getrieben wurden. Hier wurden sie an englische Händler weiterverkauft, deren Viehtreiber sie am Ende sogar bis nach London auf den Smithfield Market brachten. So begann die Zeit der großen langen Viehtriebe.
Durch die Napoleonischen Kriege stieg der Bedarf an Rindfleisch zur Versorgung der Armee, und mit den neuen englischen Gesetzen begannen die Highland Clearances das alte schottische Clanrecht zu beseitigen. Aus unabhängigen, dem Clan zugehörigen Kleinbauern wurden abhängige Pächter, sogenannte Crofter, Kleinbauern, die sich kaum mehr über Wasser halten konnten. Das zwang die Armen immer tiefer in die Moore, immer höher auf die Berge und immer weiter auf die kleinen Inseln auszuweichen. So entstanden je nach Bedarf kurz- oder langhaarige Highland-Hunde, während sich in den Borders ein besonders auf Schafe spezialisierter Collie herausbildete. Besonders universelle Viehtreiber-Hunde entstanden rund um die großen Viehmärkte, die ohne sie gar nicht funktioniert hätten.
Mit dem Ende Napoleons begann der Wollpreis zu steigen und führte 1812 zum Wollboom. Es wurden nun Merinozuchtschafe vorwiegend aus der Ile-de-France und Sachsen importiert und die Landwirtschaft zuerst in den Lowlands und Northumbria auf die damit verbesserten neuen Merinorassen umgestellt. Weidefläche gewann man, indem man die Crofter an die Küsten umsiedelte, davon jagte oder zur Auswanderung in die engl. Kolonien zwang. Um die Schafzucht auch in den Highlands zu etablieren, zwang man Schäfer aus dem Borderland in die Highlands. Ein solches Schicksal erlitt z. B. die Familie Rutherford aus Showman in Roxburghshire in den südlichen Lowlands, die mit ihren sechs Söhnen über 280 Meilen in den äußersten Nordosten nach Kildonan bei Helmsdale in Sutherland umsiedeln musste. Deren über Generationen sorgsam gezüchtete Linie sollte noch eine bedeutende Rolle für die Zucht der Kelpies spielen. In Kildonan fand schließlich eine der grausamsten Vertreibungen statt, unter der auch die Vorfahren von Adam Telfer, dem späteren Züchter von Old Hemp und die Elliot's litten, die ebenfalls nach Australien wanderten. Durch die Kolonialkriege und die beginnende industrielle Revolution entstand eine Wollindustrie deren Schafbestand sich bis 1830 jährlich fast verdoppelte. Der vor London gelegene Smithfield Market wurde zum Hauptumschlagplatz für Metzger und Schafexporte, auch für Exporte aus Deutschland, Frankreich und den Niederlanden, wodurch auch deren Hütehunde nach England gelangten. Der Smithfield Collie war Mischling der verschiedensten Hütehunde, der beim Umtrieb und Verladen half und so in die Kolonien gelangte.
Auf dem schottischen Tryst z. B. in Falkirk trafen die größeren Highland Collies auf die etwas kleineren englischen Schäferhunde oder Borderländer, und so entstand durch Vermischung der Lowland Collie, der um 1857 gelegentlich auch als Northumbria-Collie bezeichnet wurde.
Durch die lukrative Schafzucht stieg auch der Wert guter Schäferhunde und erfreute sich auch bei der besseren Gesellschaft zunehmender Beliebtheit. Mit der Gründung des Collieclub 1840 entwickelten sich Hundeshows, auf denen nun Hütehunde erschienen und man entschied sich für die schottische Bezeichnung Collie. Historische Fachbücher dieser Zeit unterschieden damals noch nicht zwischen Lowland- und Highland Collie oder Lang- und Kurzhaar Collie, wohl aber zwischen englischen und schottischen Sheepdog sowie dem Cur bzw. Drover Dog.
Mit der Gründung der International Sheepdog Society 1906 trennten sich die Schäfer mit ihren Arbeitshunden nach über 60 Jahren vom Collieclub, richteten ein neues Zuchtbuch ein und benannten ihre Collies in Border Collies um. Mit Old Hemp entstand in den Lowlands ein ganz neuer Hütestil, der heute typisch für Border Collies ist. Die Collies der Highlands behielten ihre Eigenwilligkeit, während Border Collies auf das Eying und strikter Kommandotreue gezüchtet wurden. Sie hüten also unterschiedlich und vererben dies auch. Der schottische Nationaldichter Walter Scott erwähnte 1804 das Eying erstmals in seiner 1805 veröffentlichten Sammlung The Lay of the Last Minstrel. Seine Mutter gehörte zur Rutherford-Familie.
Hütehunde verfügen über eine hohe Intelligenz. Zahlreiche Collies der verschiedenen Rassen haben außergewöhnliche Leistungen gezeigt und sind im Dogdancing und Agility kaum weg zu denken, als Hütehunde erzielten sie Höchstpreise.
Die Vorfahren der Hunde, den wir heute Collie nennen, könnten daher schon vor der Normannischen Eroberung in den Highlands heimisch gewesen sein.

## Etymologie
Für die Namensherkunft Collie gibt es zahlreiche Mythen, basierend auf drei Theorien, von denen sich eine wie ein Mythos durch die gesamte Fachliteratur zieht und bis heute für etymologische Verwirrung sorgt.
Am plausibelsten ist jene, die den schottischen Nationaldichter Robert Burns dafür verantwortlich macht. Dieser hat das bis heute in den schottischen Lowlands gebräuchliche anglo-normannische Wort Collar (Halskrause, Halsband)' in seinem 1786 geschriebenem Gedicht Twa Dogs zu Collie verniedlichte, damit es sich auf Billie reimte. Es war zugleich ein Wortspiel, das auf die weiße Halskrause der Collies anspielte. Dies ist die erste dokumentierte Verwendung des Wortes Collie und durch einen originalen Brief des Dichters bestens belegt, der sein Gedicht dem eigenen Lowland Collie widmete.
Dass Burns das anglo-normannische Wort collar kannte, ist auch belegt, dass er dies zur Beschreibung des glänzenden Halsbandes (brassed-collar) des zweiten reichen Hundes im Gedicht nutzte. Linguistisch ist es ein angelsächsisches bzw. altenglisches Diminutiv des anglo-normannischem „Collar“. Dass dies durchaus üblich war, zeigt sich auch bei Sheltie, Kelpie, Beardie oder Lassie. Die Tradition des Burns Supper verbreitete ab 1801 den Begriff Collie schnell in ganz Schottland und er wurde von den Engländern übernommen.
Zeitgleich gab es ein angelsächsisches Wort Cól (dt. Kohle) das gleich oder ähnlich geschrieben wurde und wie im Deutschen sowohl ein Nachname (as. Coler, dt. Köhler) wie auch ein Beruf ist und auf Coal (Kohle) beruht. Burns kannte dieses Wort und benutzte es ebenfalls. Die Etymologie erschließt sich aus dem Kontext, doch die Verkleinerung würde aus Coal (Kohle) ein Coal-ling (Köhlchen) machen, und das ist nicht belegt. Das oft zitierte Colle (as./oe. im Sinne von Kohlschwarzer) ist lediglich als Hundename im Süden Englands belegt.
Auch die Ableitung von cú (gälisch Hund) wurde als Theorie angeführt. Der auf Gälisch spezialisierte Linguist Prof. Roibeard O Maolalaigh hält jedoch eine gälische Etymologie für falsch und verweist stattdessen auf ein angelsächsisches Diminutiv (Verkleinerungsform) z. B. Bob zu Bobby. Tatsächlich war die gälische Sprache durch die englische Politik schon um 1800 kaum noch in Gebrauch.
Schottische Highland-Schafrassen, die man Colley nannte, gab und gibt es dagegen nicht und sind nur im Nachhinein vermutet worden, um eine vermeintliche Etymologie erklärbar zu machen.

## Geschichtliches
Königin Victoria lernte den Collie durch ihre Aufenthalte im schottischen Balmoral kennen und lieben und wurde fortan eine Fördererin dieser Rasse, die sie gern und großzügig auch an Diplomaten und Königshäuser in ganz Europa verschenkte. So besaß zum Beispiel auch der preußische Prinz und spätere deutsche Kaiser als Enkel von Victoria einen Collie. Bis dahin war die Rasse außerhalb Schottlands weitgehend unbekannt. Berühmt wurde ihre schwarze Northumbria-Colliehündin Gypsy, die 1868 im Park von Schloss Windsor beerdigt wurde. Diese Tradition führte auch Königin Elizabeth, genannt Queen Mum, weiter fort. Der königliche Zwinger Balmoral findet sich im Stammbaum australischer Border Collies wieder. Erklärbar ist der schwarze Collie Gypsie dadurch, das Queen Victorias Hund ein Geschenk der Lowland Züchter aus dem Borderland waren.
Im Jahre 1840 erfolgte in Northumberland, England die Gründung des „Collie Club“ durch herrschaftliche Liebhaber, die ihrerseits 1858 die Anerkennung als Rasse durchsetzten. Der Collie trat 1861 erstmals auf der zweiten Birmingham Dog Show in Erscheinung.
1871 tritt erstmals ein 1868 geborener zobel-weiße Collie namens „Old Cockie“ in Erscheinung, der als Stammvater aller modernen Collies gilt. Dieser wunderschöne 3-jährige Collie gewann zwei Jahre in Folge den Pokal in Birmingham sowie den Mayor of Maidstones Cup bei der Southern Counties Show und den Carlisle Border Counties Champion Cup. Damals wurde er als bester je gezeigte schottische Schäferhund gefeiert. 1875 wurde Old Cockie verkauft und in Rente geschickt, wo er 1882 im Alter von 14 Jahren verstarb.
Da jedoch nur noch Fotos des inzwischen 14-jährigen Old Cookie existieren, beschreibt man ihn heute gern als Collie mit einem massiven, etwas plump wirkenden Körperbau, einen breiten Oberschädel und ein kurz gedrungenes Erscheinungsbild. Dies entspricht nicht dem heutigen Rassestandard. Erst in der vierten Generation wurde durch massive Inzucht mit „Metchley Wonder“ jener Collie-Typ gezüchtet, der die Basis für den heutigen Standard bildete. 1881 wurde der erste moderne Rassestandard festgelegt.
Mit der Besiedelung Australiens und Amerikas kamen Collies im frühen 19. Jahrhundert auch in die Neue Welt. Die isolierte Lage einiger Farmen förderte dabei Farbschläge zutage, die der Britische Collie Club als unerwünscht einstufte. In Australien wurde er u. a. Stammvater des Australischen Cattle Dog sowie des Kelpie und des Koolie, in Nova Scotia vermischte sich der Collie mit einem Chesapeake Bay Retriever und wurde so zum Mitbegründer der Nova Scotia Duck Tolling Retriever. In Brasilien wurde er zum Gründer der Ovelheiro Gaúcho, einer in FCI-Anerkennung befindlichen Rasse, in der auch Border Collie und deutscher Schäferhund eingekreuzt wurden.

## Neue Entwicklungen
In den letzten 20 Jahren entstanden neue Collie-Zuchtvereine wie etwa der Oldtime Scotch Collie (OTFS) oder die Farm-Collie-Association (AWFA), die sich mit den Begriffen Farmcollie oder Old-Time-Farm-Shepherd-Dog von der amerikanischen und englischen Colliezucht abgrenzen möchten und den Collie in seiner ursprünglichen Form zurückzüchten wollen. Dabei kreuzte J. Richard McDuffie in seinem Kennel Dunrovin den Border Collie Neighbors Brownie mit dem amerikanischen Collie Allison's Spot und behauptete, die daraus entstandenen vier Welpen als Restpopulation des alten Farmcollies von der Witwe Mrs. Allison aus Winfield in Tennessee bekommen zu haben. Von einem Chandler Strunk aus Winfield in Tennessee kamen weitere Hunde und gründete einen Zuchtverein. Die massive Inzucht auf diese vier Allison-Welpen in Kombination mit den Strunk-Hunden ist bereits in den ersten Generationen nachweisbar.

## Trivia
- Die Rasse Langhaarcollie wurde weltweit sehr bekannt durch die Hauptfigur Lassie in Büchern, Filmen und Fernsehserien ab etwa 1954. Dies verlieh der Rasse einen enormen Aufschwung.
- Ursprünglich entstand Lassie durch den britisch-US-amerikanischen Schriftsteller Eric Knight, der am 17. Dezember 1938 die Kurzgeschichte Lassie Come Home in der Saturday Evening Post veröffentlichte, 1940 folgte der Roman.
- Berühmt wurde Bobbie the Wonderdog, ein 2-jähriger Scotch Collie-English Shepherd Mix der allein über 4.105 km  von Indiana nach Oregon lief und dabei die Rocky Mountains im Winter 1923/24 überquerte, um seine Familie zu finden.[46]